# Martine Rebetez
Pour les articles homonymes, voir Rebetez.
Martine Rebetez, née le 25 mai 1961 à Oron-la-Ville, est une climatologue suisse, professeure à l'Université de Neuchâtel et l'Institut fédéral de recherches sur la forêt, la neige et le paysage.

## Biographie
Martine Rebetez naît le 25 mai 1961 à Oron-la-Ville. Son père, horloger, est jurassien ; sa mère, fribourgeoise.
Après des études à Lausanne, Zurich et Salford, Martine Rebetez a obtenu un doctorat de l'Université de Lausanne en 1992.
De 1987 à 1995, elle a mené des projets de recherche sur le climat suisse pour le Fonds national suisse de la recherche scientifique.
Depuis 1996, elle est collaboratrice scientifique à l'Institut fédéral de recherches sur la forêt, la neige et le paysage (WSL),.
Elle est membre du comité directeur de ProClim, le forum pour le changement climatique de l'Académie suisse des sciences naturelles. Elle est aussi experte pour le Groupe d'experts intergouvernemental sur l'évolution du climat. L'été 2014, elle se rend avec le  physicien Étienne Klein et  le volcanologue Jacques-Marie Bardintzeff au sommet du Mont-Blanc pour étudier les phénomènes naturels, leur séjour  fait l'objet d'une documentaire diffusé sur Arte.
Elle est mère d'un enfant.

## Communication scientifique
Martine Rebetez est spécialiste du changement climatique et de son effet sur les forêts en Suisse. Dès 2002, elle alerte sur le réchauffement climatique et ses conséquences, en particulier sur le retrait des glaciers et l'irrégularité des précipitations. En 2012, elle publie une étude avec Gaëlle Serquet, Christophe Marty et Jean-Pierre Dulex indiquant que la part de la neige s'est nettement réduite en Suisse entre 1979 et 2008 et que cela est dû à l'élévation de la température, liée au réchauffement climatique.
Lors de la Fête de la Nature, elle adopte une approche positive en soulignant les progrès réalisé. Par contre elle rejette les théories qui cherchent ailleurs que dans les activités humaines les sources de gaz à effets de serre. Selon elle, la désinformation provient d'agences financées par les industries du pétrole et des mines.
Après un violent orage accompagné de lave torrentielle qui a emporté plusieurs voitures le 11 août 2019 à Chamoson (Valais), elle avertit que de tels évènements peuvent se reproduire dans les régions alpines : « nous n’allons pas aussi vite que le réchauffement climatique ».

## Publications
- Dictons concernant le temps : étude de leur vérification en Suisse romande, [S.l.] : [s.n.], 1985.
- Les Saints de glace, Saint Médard et les autres, Oron-la-Ville : Éd. Stratus, 1986.
- Le climat des Romands (avec Christine Barras), Oron-la-Ville : Stratus, cop. 1993.
- Recherches à long terme sur les écosystèmes forestiers (LWF) : placette permanente d'observation de Lausanne (éd. M. Rebetez, M. Kaennel), Birmensdorf : Institut fédéral de recherches sur la forêt, la neige et le paysage, 1998.
- La Suisse se réchauffe : effet de serre et changement climatique, Presses polytechniques et universitaires romandes, coll. « Le savoir suisse », 2022, 5e (totalement revue et complétée) éd. (1re éd. 2002), 140 p. (ISBN 978-2-88915-4937, présentation en ligne).
- Helvetien im Treibhaus : der weltweite Klimawandel und seine Auswirkungen auf die Schweiz. Bern : Haupt, 2006.